# پروانه ماهیگیری

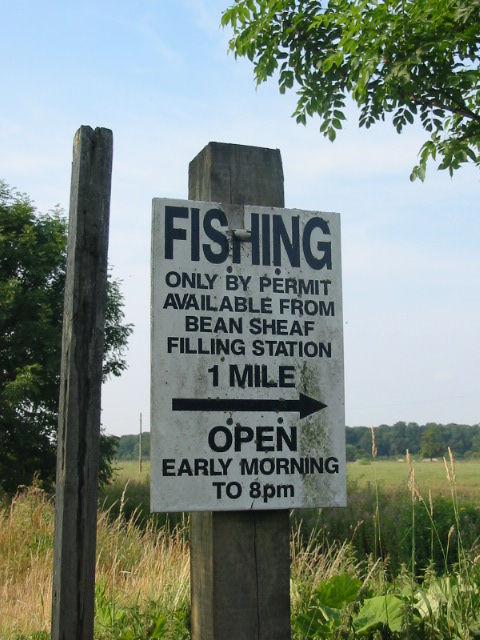
علامتی در بریتانیا به مردم دربارهٔ نیاز به مجوز ماهیگیری هشدار می‌دهد.

پروانهٔ ماهیگیری (به انگلیسی: Fishing license) یا مجوز ماهیگیری (به انگلیسی: Fishing permit)، یک سازوکار اداری یا قانونی است که توسط دولت‌های ایالتی و محلی برای تنظیم فعالیت‌های ماهیگیری در مناطق اداری خود استفاده می‌شود. صدور مجوز یکی از انواع مدیریت ماهیگیری است که معمولاً در کشورهای غربی استفاده می‌شود و ممکن است برای ماهیگیری تفریحی یا تجاری مورد نیاز باشد.

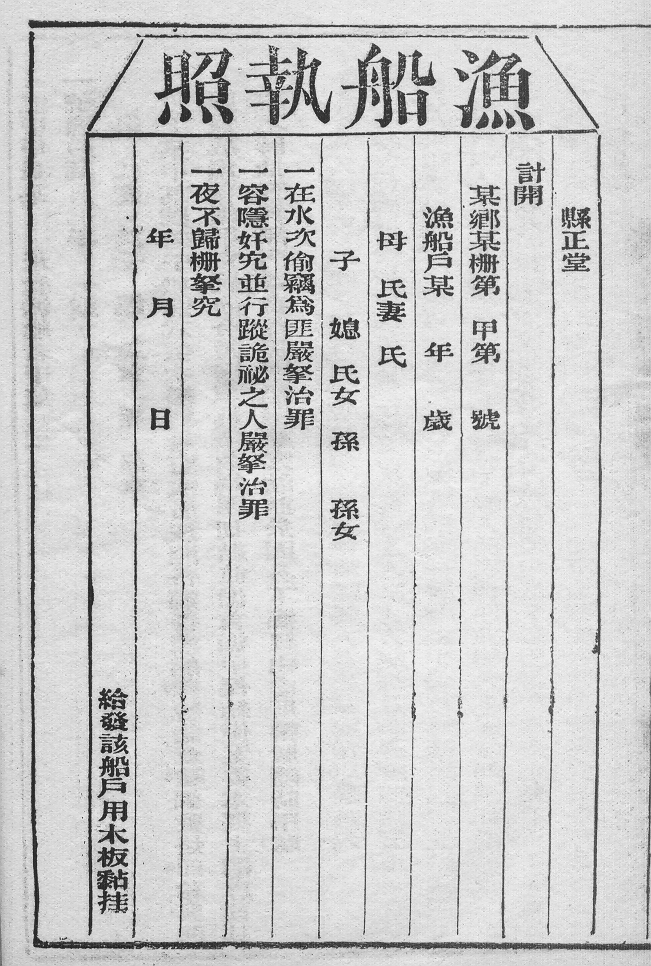
پروانهٔ ماهیگیری چینی از دوران چینگ، ثبت‌شده در بائوجیاشو جیایو (保甲書輯要، ۱۸۳۸)

بستگی به حوزه قضایی، پروانه‌ها یا مجوزها ممکن است توسط دولت، مالک ملک یا هر دو مورد نیاز باشد.